# Bruno Altmann
Pour les articles homonymes, voir Altmann.
Bruno Altmann (né le 11 décembre 1878 à Gumbinnen, mort en 1943 au camp de Majdanek) est un essayiste allemand.

## Biographie
Bruno Altmann est né le 11 décembre 1878 à Gumbinnen en Russie. Il est issu d'une famille d'origine juive. 
Entre 1920 et 1933, il vit au Dörchläuchtingstraße 11 dans Berlin-Britz en Allemagne. Il a un doctorat et s'inscrit au parti social-démocrate d'Allemagne (SPD). Après l'arrivée des Nazis au pouvoir, il émigre en France où il continue de publier. Son livre écrit avec Paul Kampffmeyer, Vor dem Sozialistengesetz, est brûlé. En 1938, il écrit deux articles en réponse à Martin Heidegger. Bruno Altmann perd la nationalité allemande en 1937.

### Déportation et mort
En 1943, Bruno Altmann est arrêté par le régime de Vichy, interné au camp de Drancy puis déporté le 4 mars au camp de Majdanek où il meurt.

## Crédit d'auteurs
- (de) Cet article est partiellement ou en totalité issu de l’article de Wikipédia en allemand intitulé « Bruno Altmann » (voir la liste des auteurs).